# بو برجلاند
بو برجلاند (بالسويدية: Bo Berglund)‏ هو لاعب هوكي الجليد سويدي، ولد في 6 أبريل 1955 في أورنشولدسفيك في السويد.

## وصلات خارجية
- بو برجلاند على موقع دوري الهوكي الوطني (الإنجليزية)
- بو برجلاند على موقع قاعة مشاهير الهوكي (لاعب أن.إتش.أل) (الإنجليزية)
- بو برجلاند على موقع EliteProspects.com (الإنجليزية)
- بو برجلاند على موقع Eurohockey.com (الإنجليزية)
- بو برجلاند على موقع HockeyDB.com (الإنجليزية)
- بو برجلاند على موقع Hockey-Reference.com (الإنجليزية)
- بو برجلاند على موقع أوليمبيديا (الإنجليزية)
- بو برجلاند على موقع اللجنة الأولمبية السويدية (السويدية)